# آئساتا کولیبالی
آئساتا کولیبالی (فرانسوی: Aïssata Coulibaly‎؛ زادهٔ ۱۲ مه ۱۹۸۳) بازیکن فوتبال اهل مالی است.
از باشگاه‌هایی که در آن بازی کرده‌است می‌توان به باشگاه فوتبال سن-اتین اشاره کرد.